# F117 - Eroi del cielo
F117 - Eroi del cielo (Active Stealth) é un film statunitense del 1999 diretto da Fred Olen Ray.

## Trama
Il capitano dell'esercito Murphy ha perso molti dei suoi uomini durante una missione, ed è tormentato dagli incubi, ma ha un incarico ad altro rischio cioè di recarsi in Messico con un aereo all'avanguardia per liberare degli uomini rapiti dal boss della droga Salvatore.